# Гейфельдер, Иоганн Фердинанд
Иоганн Фердинанд Гейфельдер (1798—1869; нем. Iohann Ferdinand Heyfelder) — немецкий медик, доктор медицины и хирургии, педагог; действительный статский советник.

## Биография
Иоганн Фердинанд Гейфельдер родился 19 января 1798 года в Кюстрине, где отец его служил инспектором плотин. Уже в шестнадцатилетнем возрасте сражался против Франции в коалиционных войнах. По окончании Наполеоновских войн изучал медицину в Берлине, Йене, Вюрцбурге, Тюбингене и Бреславле, где и получил степень доктора медицины 15 марта 1820 года по защите диссертации: «De prosopalgia Fothergilli».
По окончании обучения Гейфельдер много путешествовал и прожил год в Париже, где познакомился со многими выдающимися людьми. Вернувшись в Германию, он поселился в Трире в качестве практикующего врача; кроме обширной практики, он много времени уделял и медицинской литературе, сотрудничая в Harless' Rheinische Jahrbücher, Берлинском медицинском энциклопедическом словаре, Riest's Handbuch der Chirurgie, печатая некрологи французских знаменитостей и рецензии в критических журналах.
В 1831 году при появлении холеры Иоганн Фердинанд Гейфельдер, хотя и не состоял на службе, был послан в Берлин, а весной 1832 года в Париж для изучения холеры. Плодом его командировки явились две брошюры: «Beobachtungen über die Cholera asiatica» и «Die Cholera in Frankreich», за которые он получил медали от прусского правительства и от медицинского общества в Лионе.
В 1833 году он был приглашен князем Гогенцоллерн в Зигмаринген в качестве лейб-медика и начальника медицинского управления, где он реорганизовал управление по прусскому образцу, много внимания посвящал минеральным источникам, продолжал сотрудничество в медицинских журналах и заслужил известность как хирург.
В 1841 году получил приглашение в Эрлангенский университет профессором хирургии и офтальмологии и директором хирургической клиники; а в 1850 году ему было вверено заведование всеми университетскими клиниками.
Живо интересуясь только что начавшимися в то время опытами с анестезирующими средствами, И. Ф. Гейфельдер применял их у себя в клинике и опубликовал результат своих наблюдений. Однако недоразумения с сослуживцами на религиозной почве принудили его осенью 1854 года отказаться от своей должности.
В 1855 году, когда в Российской империи в ходе Крымской войны остро ощущался недостаток в врачах, особенно хирургах, Гейфельдер, пользовавшийся большой известностью в качестве оператора, был вызван в Россию и назначен главным хирургом при русских войсках в Финляндии. По окончании войны он служил в Санкт-Петербургской больнице для чернорабочих в качестве профессора-консультанта по хирургии, где в число его обязанностей входило и чтение практических лекций молодым врачам. Затем он был старшим ординатором в Первом Санкт-Петербургском военно-сухопутном госпитале.
В 1866 году по поручению правительства посетил поле военных действий в Богемии и лазареты в Пруссии и Саксонии, о чем напечатал отчет в «Gazette médicale de Paris» в 1867 году. В том же 1867 году был представителем русского правительства на обоих международных конгрессах в Париже.
Последние месяцы своей жизни Иоганн Фердинанд Гейфельдер провел в Висбадене, где и умер 21 июня 1869 года.
Он состоял членом многих ученых обществ, как то Леопольдина и Баденское судебно-медицинское общество, и был сотрудником почти всех значительных медицинских периодических печатных изданий Европы.
Его сын Оскар (1828—1890) пошёл по стопам отца, стал доктором медицины и немалую часть жизни трудился в России.

## Избранная библиография
- Beobachtungen über die Krankheiten der Neugebornen, namentlich über Zellgewebsverhärtung, Augenentzündung, Rose, Gelbsucht, Verschliessung des Afters, Aphthen nach eigenen Erfahrungen in den Hospitälern zu Paris. Leipzig, 1825;
- Beobachtungen über die Cholera asiatica. Bonn, 1832;
- Die Cholera in Frankreich, 1832;
- Imnau und seine Heilquellen, 1834;
- Über Bäder und Brunnencuren, besonders die Mineralquellen von Taunus, 1834;
- Studien aus dem Gebiete der Heilwissenschaften. Stuttgart, 1838—39, 2 Bde;
- Die Heilquellen und Molkencuranstalten des Königreichs Wurtemberg mit Einschluss der hohenzollernschen Fürstenthümer, des Grossherzogthums Baden, des Elsass und des Wasgau, 1840; 2-е Aufl., 1846;
- Die Heilquellen des Grossherzogth. Baden, des Elsass und des Wasgau, 1841;
- Die Versuche mit dem Schwefeläther und die daraus gewonnenen Resultate in der chirurgischen Klinik zu Erlangen. Erlangen, 1847;
- Die Versuche mit dem Schwefeläther, Salzäther und Chloroform, etc. 1848;
- Ueber die totale Resection der beiden Oberkiefer. Stuttgart, 1850. Sur la résection totale des deux mâchoires supérieures. Bruxelles;
- Ueber Resectionen und Amputationen. Breslau u. Bonn, 1854. О резекциях и ампутациях. Пер. с нем. А. Кашина, СПб., 1856. (Воен.-Мед. журнал, 1856 г., ч. 67);
- Das Verhalten zur Abwehr der Cholera. 2-te verm. Aufl., 1854;
- Отчет о ранениях и вызванных ими хирургических операциях во время бомбардирования Свеаборга с 28 по 30 июля 1855 г. (Воен.-Мед. Журнал, 1856);
- Reminiscenzen aus den finnischen Militär- und Civilhospitälern im Sommer 1856 (Oesterreich. Zeitschr. für prakt. Heilkunde 1856, S. 793, 813);
- Наблюдения по части оперативной хирургии (Воен.-Мед. Журнал, ч. 75);
- О двойных операциях, совершаемых одновременно или непосредственно одна за другой (Воен.-Мед. Журнал, ч. 76);
- О предсказании при операциях в заднепроходном отверстии или около него (Воен.-Мед. Журнал, ч. 79);
- Успешные результаты резекции отдельных перстных суставов, с сохранением прочих суставов (Воен.-Мед. Журнал, ч. 80);
- О телеангиектазии и её лечении (Воен.-Мед. Журнал, ч. 82);
- О гигроме (Воен-Мед. Журнал, ч. 83);
- О болезнях прямой кишки (Воен.-Мед. Журнал, ч. 84);
- Отчет о хирургических операциях в С.-Петербургской больнице для чернорабочих с 1 января 1859 по 31 декабря 1861 г. (Воен.-Мед. Журнал, ч. 85);
- О деятельности военно-медицинского управления в Пруссии во время австро-прусской войны 1866 г. (Воен.-Мед. Журнал, ч. 99). Rapport sur le service sanitaire de l'armée prussienne pendant la guerre 1866. Paris, 1867;
- Об опытах над вдыханиями азота (Военно-медицинский журнал, ч. 101).